# Overath
Overath is een stad en gemeente in de Duitse deelstaat Noordrijn-Westfalen, gelegen in de Rheinisch-Bergischer Kreis. De gemeente telt 27.124 inwoners (31 december 2020) op een oppervlakte van 68,85 km².

## Afbeeldingen

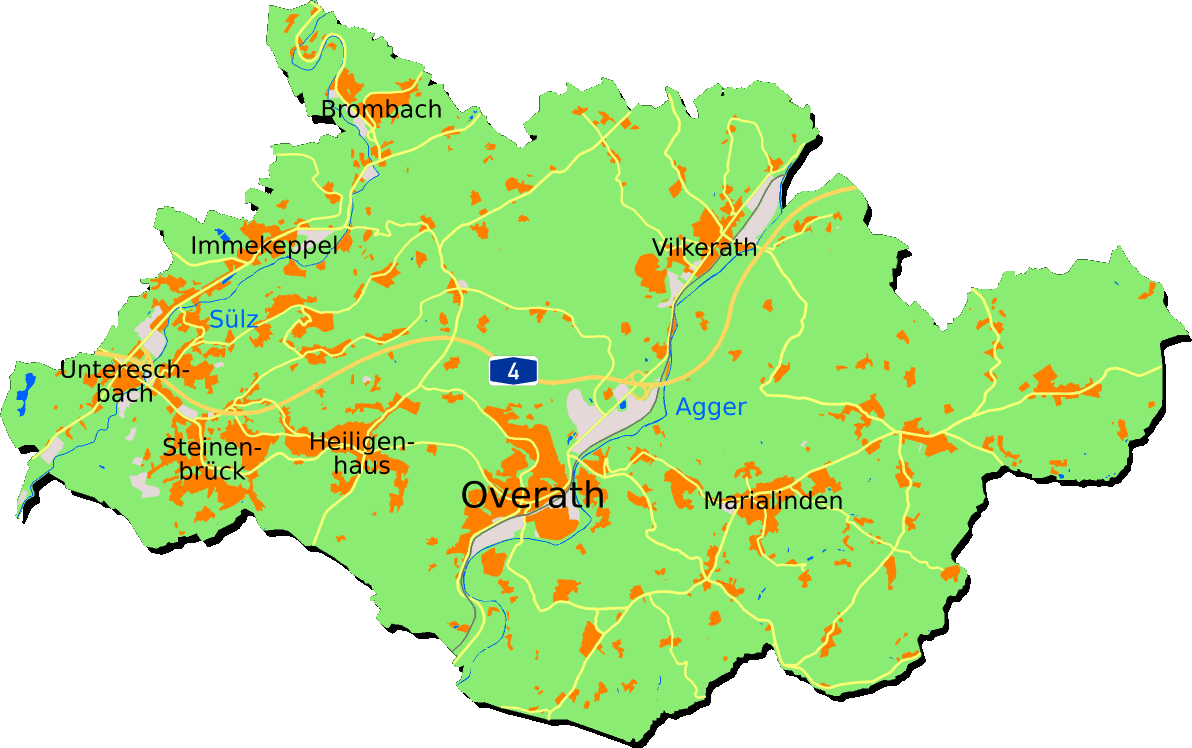
Stadsdelen van Overath
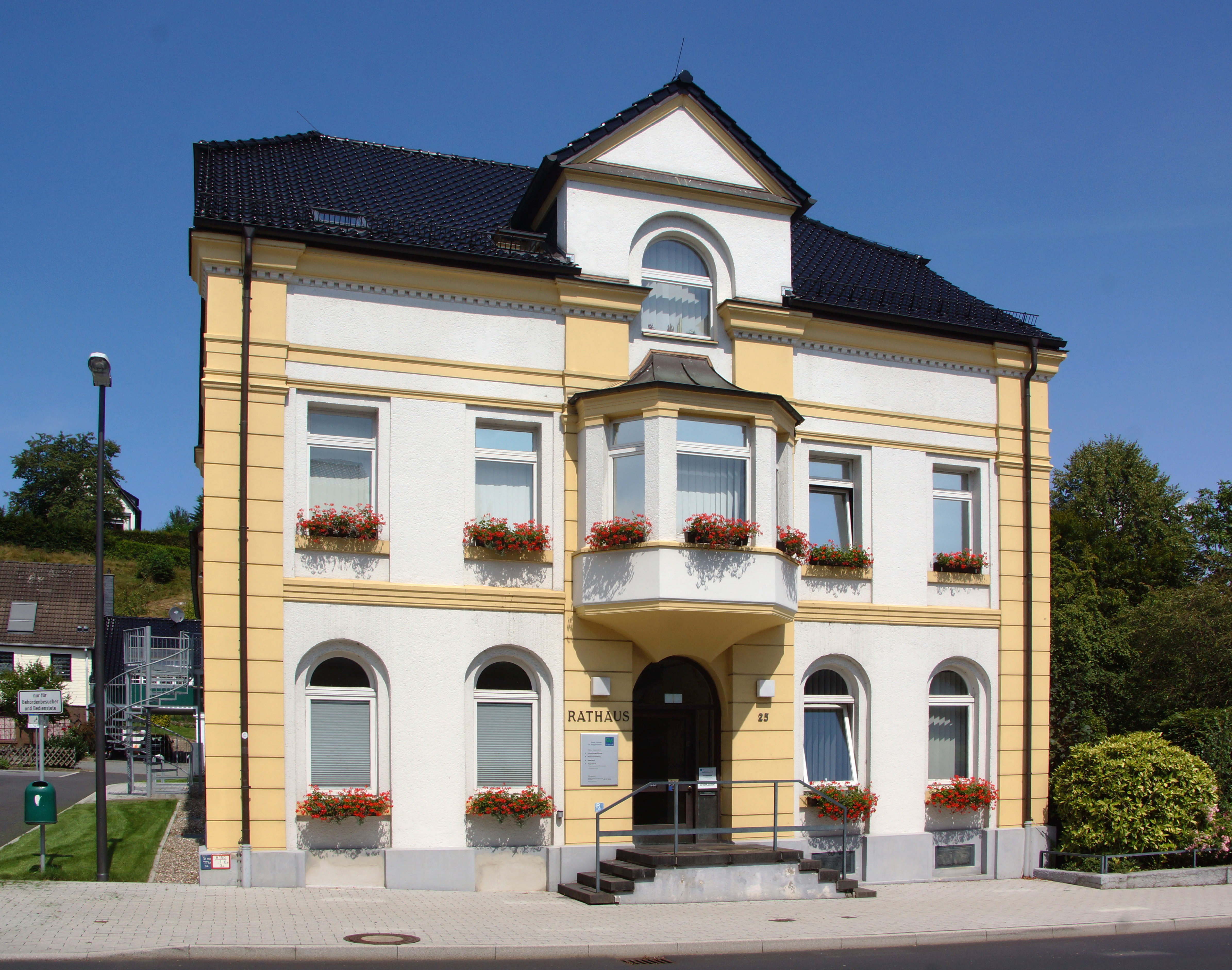
Gemeentehuis
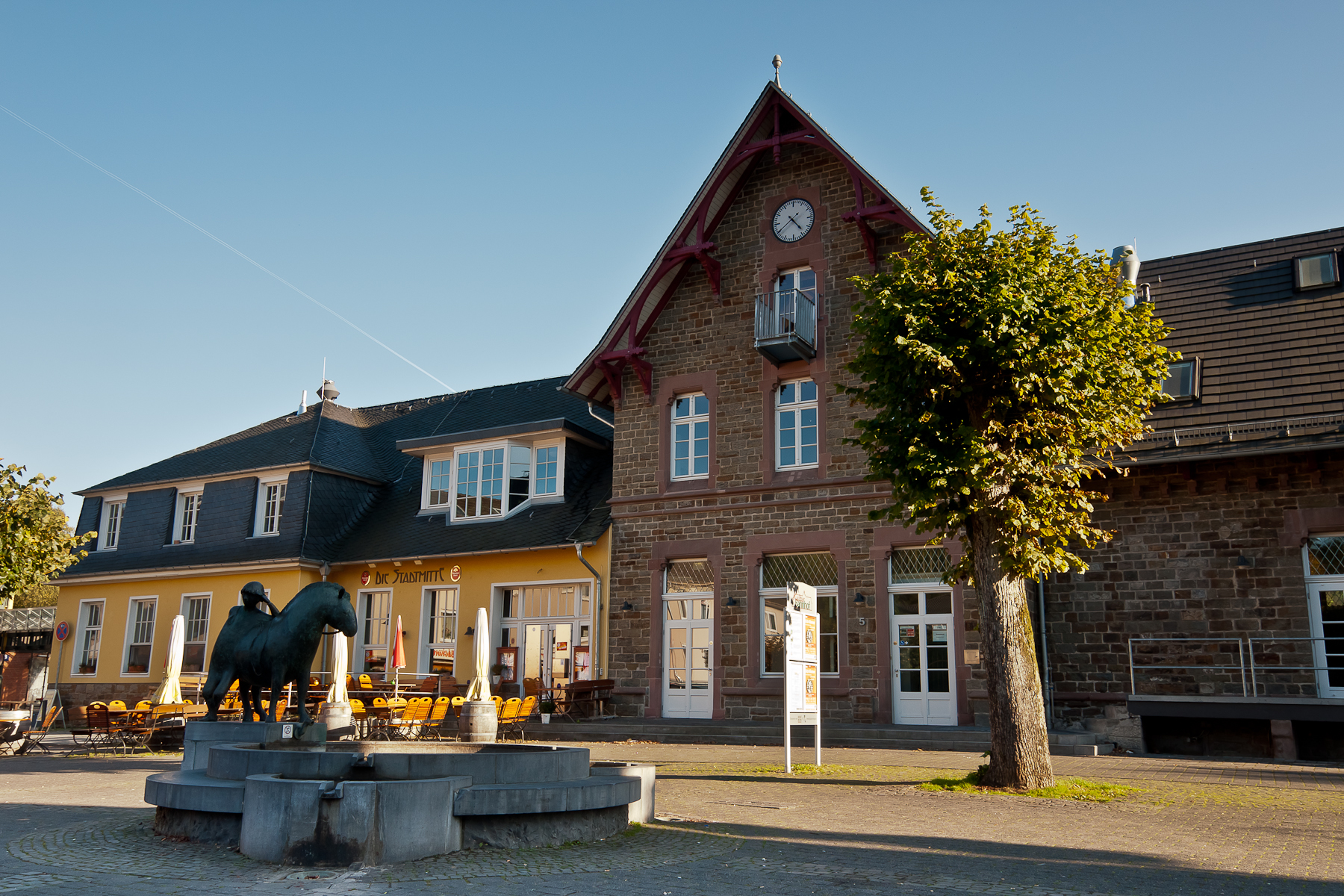
Station Overath
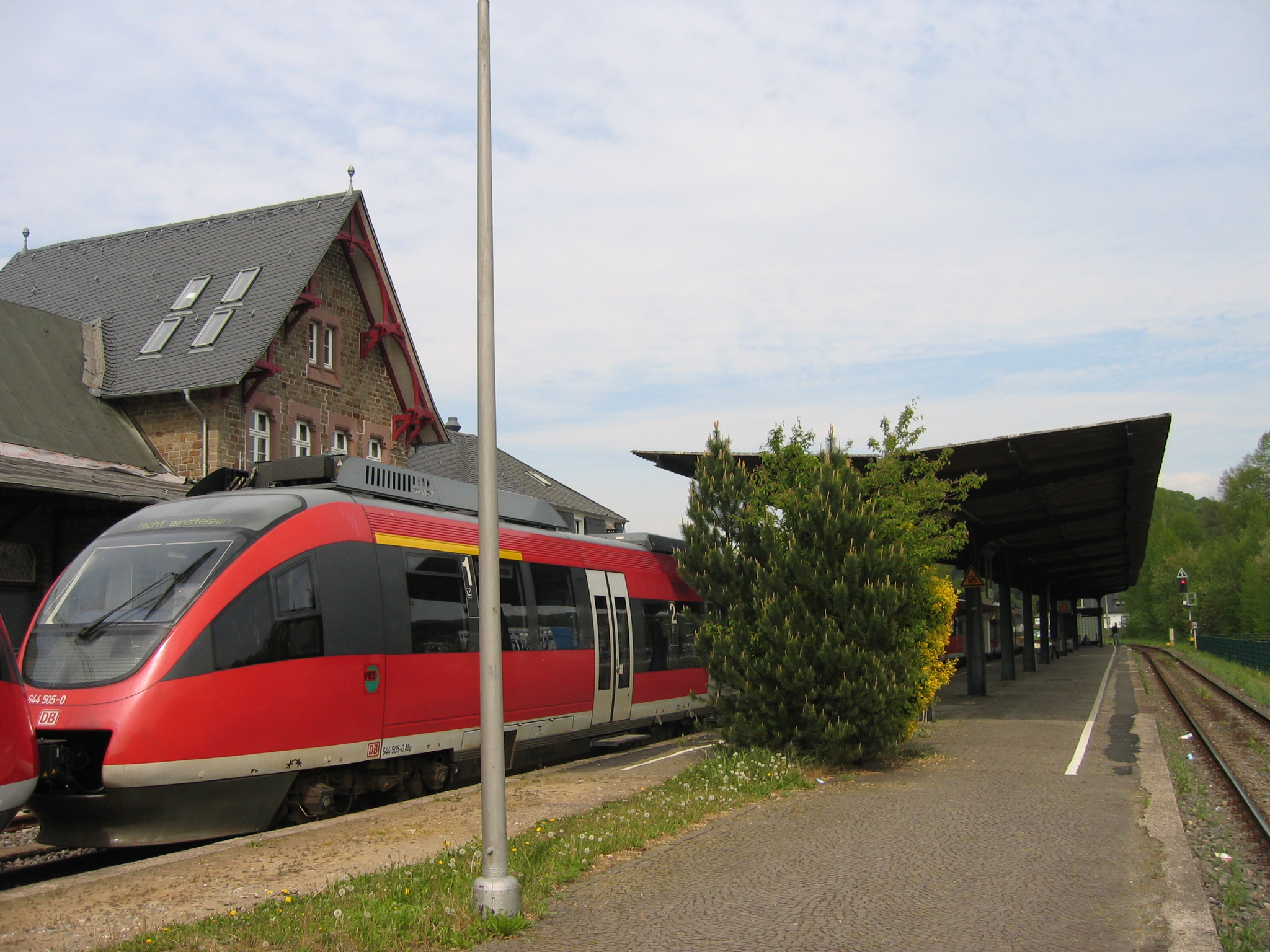
Station Overath, perronzijde
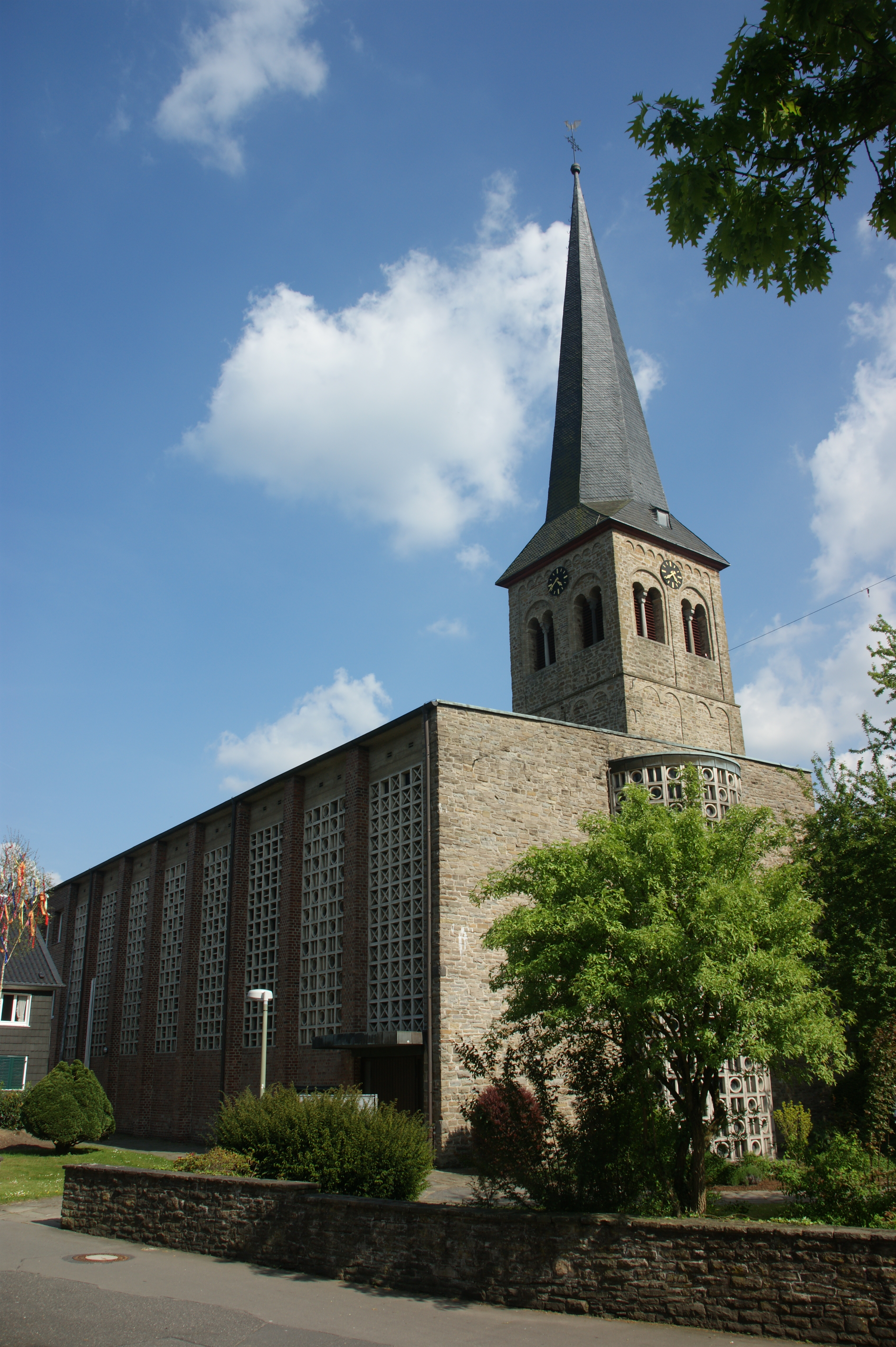
St. Walburga-kerk
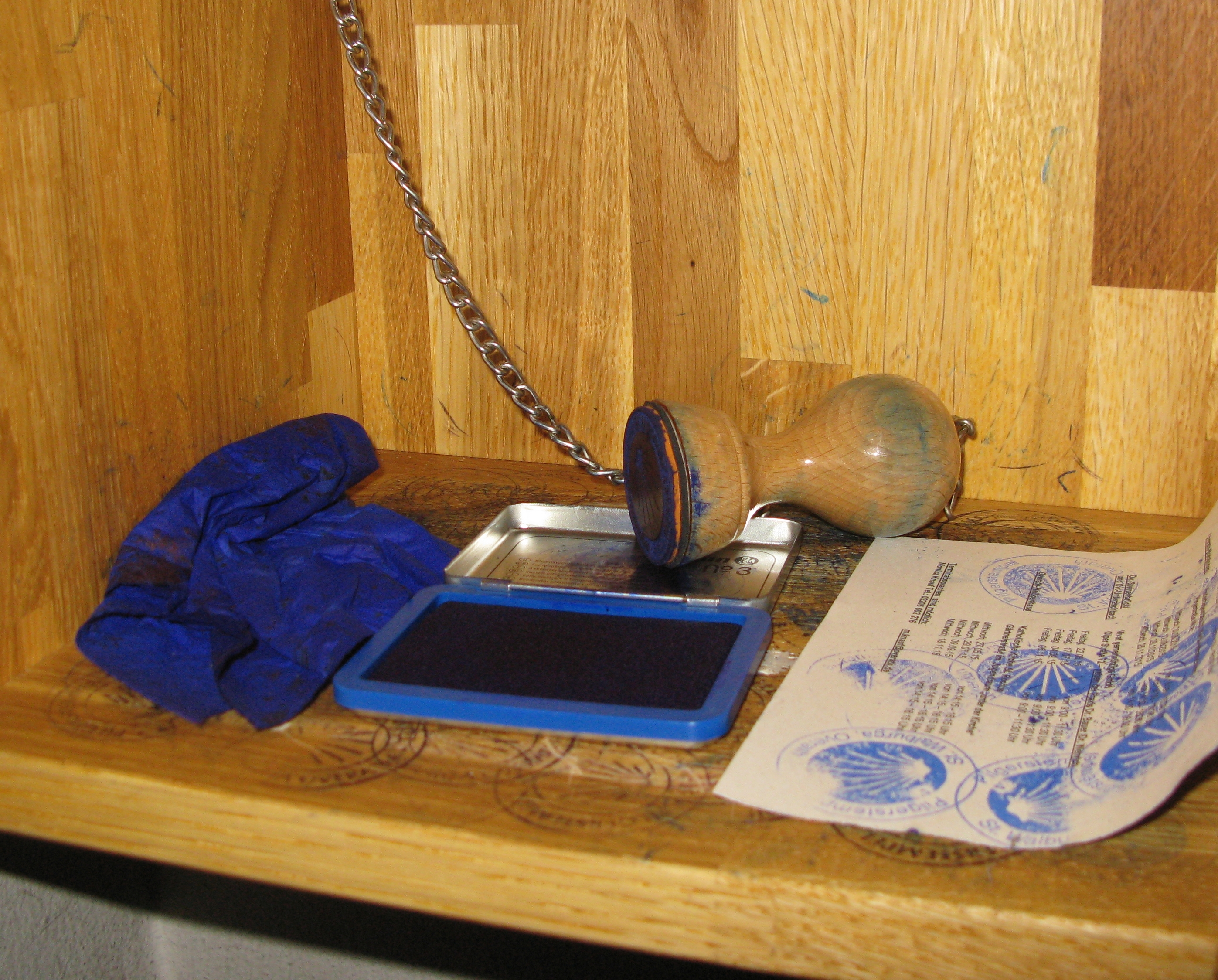
Pelgrimsstempel[2] in de St. Walburga-kerk
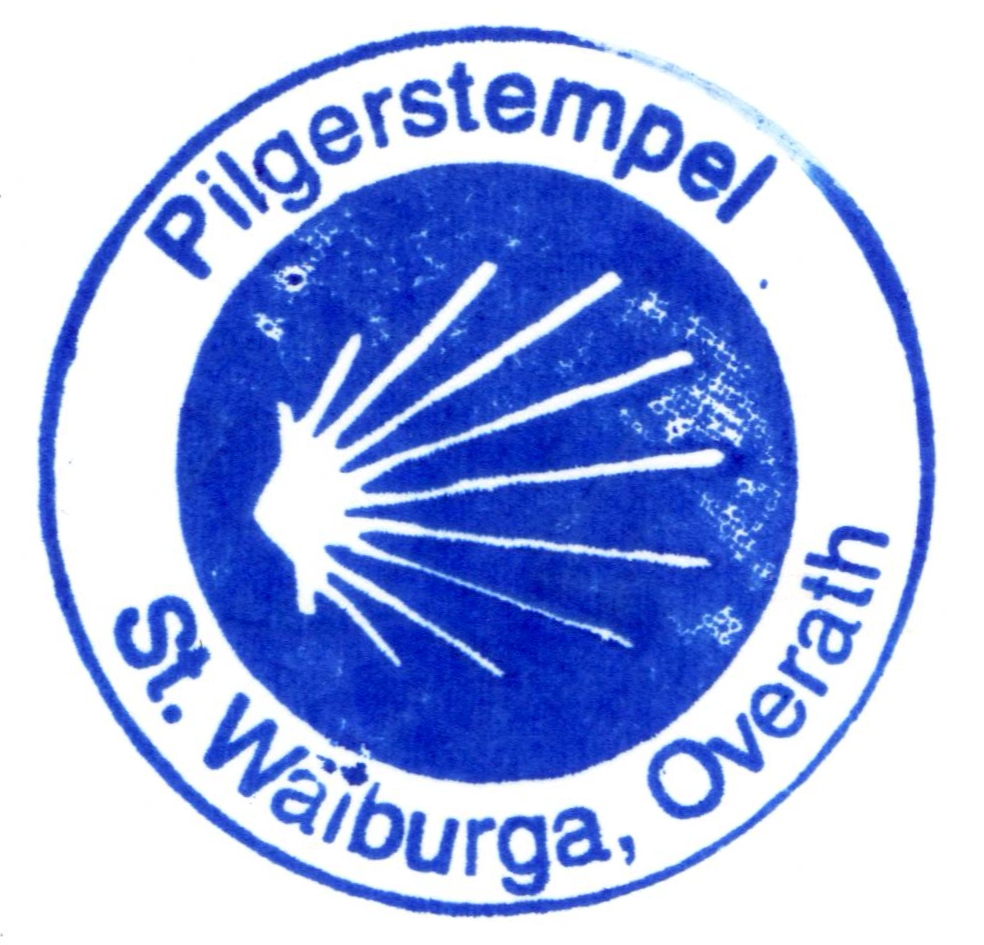
Afdruk van dit stempel

Bergisch Gladbach · Burscheid · Kürten · Leichlingen · Odenthal · Overath · Rösrath · Wermelskirchen